# Związek gmin Bad Buchau
Związek gmin Bad Buchau – związek gmin (niem. Gemeindeverwaltungsverband) w Niemczech, w kraju związkowym Badenia-Wirtembergia, w rejencji Tybinga, w regionie Dpnau-Iller, w powiecie Biberach. Siedziba związku znajduje się w mieście Bad Buchau.
Związek zrzesza jedno miasto i dziewięć gmin wiejskich:
- Alleshausen, 490 mieszkańców, 11,31 km²
- Allmannsweiler, 304 mieszkańców, 4,10 km²
- Bad Buchau, miasto, 3 991 mieszkańców, 23,77 km²
- Betzenweiler, 698 mieszkańców, 9,70 km²
- Dürnau, 454 mieszkańców, 7,26 km²
- Kanzach, 464 mieszkańców, 11,20 km²
- Moosburg, 173 mieszkańców, 1,86 km²
- Oggelshausen, 895 mieszkańców, 13,15 km²
- Seekirch, 287 mieszkańców, 5,77 km²
- Tiefenbach, 525 mieszkańców, 6,95 km²